# 瑞浪市立瑞浪北中学校
瑞浪市立瑞浪北中学校（みずなみしりつ みずなみきたちゅうがっこう）は、岐阜県瑞浪市土岐町にある公立中学校。

## 概要
- 瑞浪市北部が校区であり、土岐小学校、明世小学校、釜戸小学校、日吉小学校の児童が進学する。
- 敷地は旧・瑞陵中学校の東に隣接し、校舎（鉄筋コンクリート3階建・一部木造）や屋内運動場などは全て新築された。運動場は旧・瑞陵中学校の運動場が転用されている。
- 校舎などの施設は高断熱化、自然光の有効利用、自然換気などを利用し省エネ構造とし、太陽光発電、風力発電などの再生可能エネルギー設備を組み合わせて、ゼロエネルギー化を目指したものであり、文部科学省が行っているスーパーエコスクールの実証事業の第1号の学校である[1][2]。

## 校訓
- 集中と継続

## 学校目標
- 自ら学び　自ら鍛える

## 沿革
瑞浪北中学校は、2019年に瑞陵中学校、釜戸中学校、日吉中学校を統合し、新設された中学校である。
- 2011年（平成23年）3月 - 瑞浪市立中学校統合再編基本方針」が策定され、瑞浪市北部の瑞陵中学校、釜戸中学校、日吉中学校の統合が提案される。
- 2012年（平成24年）6月 - 瑞浪市北部地域中学校統合準備委員会が開催される。
- 2013年（平成25年）1月 - 校名が瑞浪北中学校に決まる。建設予定地が瑞陵中学校敷地内から瑞陵中学校隣接の丘陵地に変更され、開校予定を2017年から2019年に変更する。
- 2017年（平成29年）7月18日 - 起工式を行う。
- 2019年（平成31年）
  - 1月17日 - 校舎が完成。竣工式を行う。
  - 4月1日 - 瑞浪市立瑞浪北中学校として開校。
  - 4月8日 - 開校式を行う。